# Számábrázolás

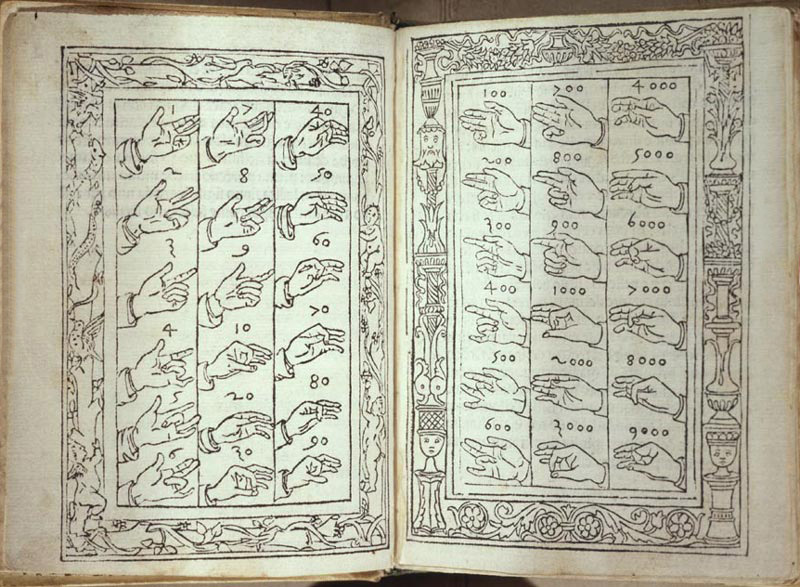
A számábrázolás egy módja ujjakkal, Filippo Calandri Trattato di arithmetica c. könyvéből (1491–92).

A számábrázolás az a mód, ahogyan a számokat szimbólumokkal jelöljük. Ez történhet akár írásban, akár szóban, akár máshogy (pl. tárgyak vagy valamilyen gép által). Szűkebb értelemben véve a számábrázolás az a mód, ahogyan a számítógépek a számszerű adatokat tárolják (gépi számábrázolás).
Részletesebben meg kell különböztetni
1. a verbális ábrázolást, más néven az összetett számnevek képzését,
2. a vizuális ábrázolást, más néven a számok (kézi és nyomtatott) írásának rendszerét,
3. a digitális ábrázolást, azaz az információs médiákon kialakított rendszereket.

Mindhárom esetben összefüggés van az ábrázolás és a számrendszer alapszáma (fix vagy vegyes váltószáma) között, de két különböző fogalomról van szó. A közös alapot az jelenti, hogy a számnevek "szótára" és a számjegyek "ábécéje" véges és e korlátos készletből kell a megfelelő "nyelvtan" segítségével (elvben) végtelen sok szám nevét-jelét képezni.

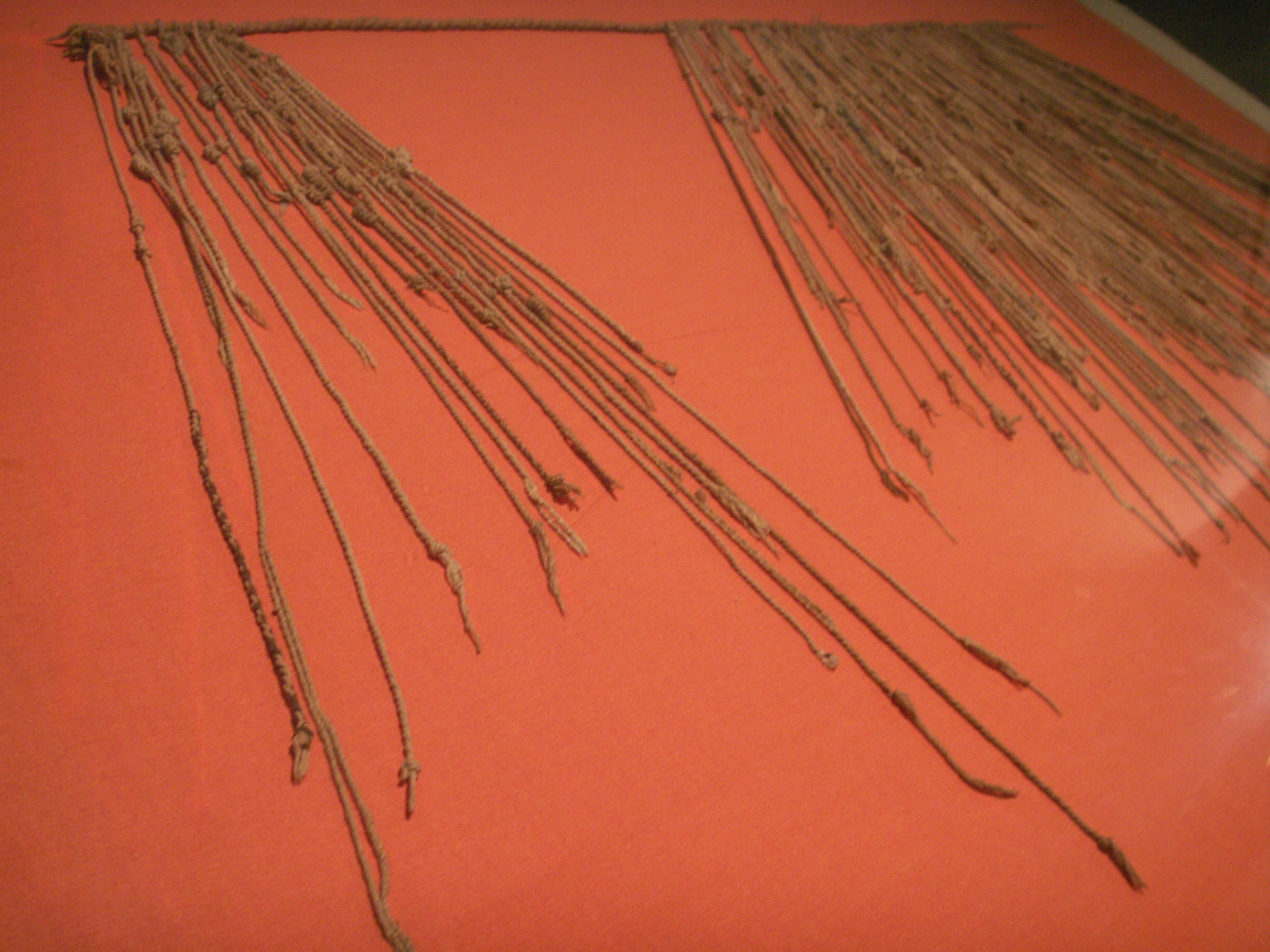
Kipu (csomóírás) - ősi inka számábrázolási mód zsinegekre kötött csomókkal

## Számnevek, számlálás
A számfogalom kialakulásának kezdetén az egy és a több, majd az egy-kettő-sok fogalmi rendszere jött létre. A következő komoly lépést az jelentette, amikor az ember a nagyobb halmazokat kisebbekre bontotta, csoportosította. Ettől kezdve a számlálás e csoportok és a maradék megszámlálásával járt. A csoportosítás elvének következetes alkalmazása ott érhető tetten, amikor a csoportokat is csoportosítjuk és így folytatjuk amíg szükséges.
Konkrét sokaságok megszámlálásánál gyakran kaptak/kapnak a csoportok nevet és ekkor az elemek számát nem egyszerű, hanem összetett számnév fejezi ki. (Pl. A hadsereg szervezeti rendjében az őrs, raj, szakasz, század, zászlóalj, ezred, dandár; a gabona betakarításánál a kéve-kereszt-asztag megnevezések ugyanolyan célt szolgáltak/-nak, mint az év-hó-hét-nap vagy az óra-perc-másodperc csoportosítás.)
Az absztrakt számnevek e gyakorlati rendszerből fejlődtek ki, s a csoportok mérete és neve kultúránkét eltérő. (A németben az elf, zwölf, az angolban az eleven, twelve számnevek a 11 és a 12 külön megnevezésére csupán egy-egy példa a szász-gyökerű 12-es csoportosításra.)
Az európai nyelvek döntő többsége a 10-es számrendszer (váltószám) alapján, az egy, kettő,...,kilenc; tíz, száz, ezer,... nevekből képezi az összetett számneveket. Néhány nyelvben tetten érhető az említett 12-es mellett a 20-as (szláv), 60-as (francia) váltószám hagyománya.

## Számírási rendszerek
A számírási rendszer olyan speciális nyelvtan, ami véges sok alapjel és formális képzési szabály segítségével képes egy (absztrakt) szám megjelenítésére.
Általában megköveteljük, hogy egységes és reprodukálható legyen, azaz létezzen algoritmus, ami tetszőlegesen adott, bármely szóba jövő számhoz egyértelműen megadja azt a véges sok alapjelből összetett szimbólumot, ami a kérdéses számábrázolási módban az illető számot reprezentálja. (Nem minden gyakorlatban létező számírás ilyen. Pl. a 4 szám római számokkal IV vagy IIII alakban is írható.)
Történetileg három fajtája különböztethető meg
1. az alfabetikus számírás,
2. a hieroglifikus számírás,
3. a helyi értékes számírás.

### Alfabetikus számírás

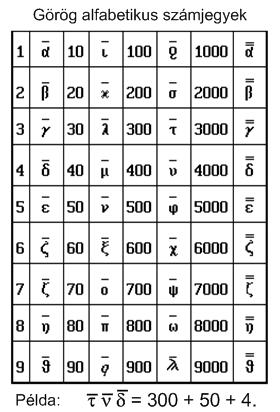

E számírási rendszert az jellemzi, hogy a számok jelölésére nem használtak külön jeleket, hanem az írásra szolgáló ábécé betűit alkalmazták.
A 10-es számrendszer (váltószám) használata esetén az egységek, a tízesek, a százasok jelölésére egy-egy alfabetikus jel (betű) szolgált. Ha szükséges volt a számokat kiegészítő jel (ékezet, aláhúzás stb.) különböztette meg. (L.: görög számjegyek táblázatát. Ott a jelzés csak illusztráció!)
Nagyon sok népnél megtaláljuk ennek a számírásnak a nyomait. Használták a görögök, zsidók, perzsák, arabok, grúzok, örmények, szlávok a történelem egy korai szakaszában. Az alfabetikus számírás előnye, hogy a számok leírására kevés jel kell és egy jel csak egyszer szerepel a sorozatban. Komoly hiányosság azonban az, hogy a nagy számok nem írhatók le újabb számjegyek bevezetése nélkül.
A többi rendszerrel összehasonlítva azt kell kiemelnünk, hogy az alfabetikus kód csak a számok leírására alkalmas, és bár igen tömör kód, a számolás, a műveletvégzés szempontjából a lehető legrosszabb.
A ma ismert klasszikus görög ábécé 24 betűjével szemben az ókorban még 26 betűs ábécét használtak, amelyben az epszilon és a zéta között a digamma, a pi és rhó között a koppa nevű (vö.: latin q) betűk kaptak helyet, s a számíráshoz a betűsor végére tettek még egy 27., csak erre a célra szolgáló jelet, amelynek a neve: szampi=900. Az ezreseket és következő nagyságrendeket jelölő számjegyek a betűsor elejéről ismétlődnek megkülönböztető "ékezetekkel".

### Hieroglifikus számírás
A hieroglifikus számírásban nem (csak) betűk, hanem speciális írásjegyek szolgálnak alapjelként. Ezeknek a jeleknek értékük (alaki érték) van, amelyek a rendszer csomószámai. A római számírásban ezek a következők:
- „egy” = I (lat. „unus”);
- „öt” = V (lat. „quinque”);
- „tíz” = X (lat. „decem”);
- „ötven” = L (lat. „quinquaginta”);
- „száz” = C (lat. „Centum”);
- „ötszáz” = „D” (lat. „quingenti”);
- „ezer” = „M” (lat. „Mille”);

A legenda szerint a V betű a kiterjesztett, öt ujjú tenyeret jelképezi, az X két V betűt, azaz kétszer ötöt jelképez; a százat (centum) jelölő C és az ezret jelölő M szimbólumok e számok latin neveinek kezdőbetűi; az ötven jele, L a szögletesen írt C betű kettévágásából, az ötszáz pedig a gömbölyűen írt M betű kettévágásából keletkezett, jelezve, hogy az előbbiek az utóbbiak felerészei. Valószínűbb azonban, hogy a gyakorlati számolásnál a számolótáblán használt pálcikák adták az alapmodellt.
A római számírásban a következő (nem mindig betartott) szabályokat alkalmazzák:
- egymás mellé maximum 3 egyforma szimbólum írható;
- ha kisebb értékű szimbólum a nagyobbat követi, az összeadást jelent;
- ha pedig a kisebb a nagyobbat megelőzi, az kivonást.

Ily módon minden szám ábrázolható I-től MMMDDDCCCLLLXXXVVVIII-ig (4998).
Nagyobb számok írásához azonban új csomószámokat és alapjeleket ("számjegyek") kell bevezetni.
Az első 20 szám római írásmódban:

I, II, III, IV, V, VI, VII, VIII, IX, X, XI, XII, XIII, XIV, XV, XVI, XVII, XVIII, XIX, XX
Bizonyára ez a legrégibb számírási rendszer, aminek csupán egyik, de ma is élő reprezentánsa a római számírás. Az egyiptomi feliratokban és papruszokon is megtalálható - innen kapta az elnevezését. Nagyon valószínű, hogy kialakulására hatást gyakorolt a számolótáblák használata. A számolótáblán levő pálcikák lerajzolása, az állapot rögzítése természetes folyamatként vezethetett e számírási rendszer alapelveinek kifejlődéséhez, végül az absztrakt írásbeliség kialakításához.

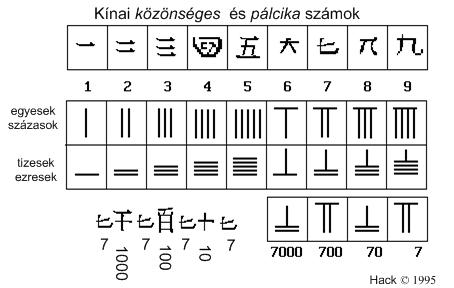

Talán az ó-kínai számírás az, amelyen leginkább tetten érhető ez a párhuzamos folyamat. Az alkalmazott számrendszer a 10-es volt, s olymódon használták a számolópálcikákat, hogy az 1-esek, 100-asok helyén függőlegesen, a 10-esek, 1000-esek oszlopában vízszintesen helyezték el őket. (Azt nem lehet pontosan tudni, hogy mikor vezették be a kínaiak az 5-nél nagyobb egységek írásának rövidítéséhez az egy keresztbe tett pálcikát.)
Az ismert római számírás a közel-keleti kultúrákban gyökerezik. Az ókorban több változatát használták, a római számok rendszerétől eltérő paraméterekkel (más alapszám, más számjegyek stb.), sőt nyomai az Újvilág számos helyén is bizonyítják e rendszer kialakulásának, használatának "természetes" voltát.

|  | - Az egyiptomi csomószámok értéke: 1 - 10 - 100, ami a 10-es számrendszer alkalmazására utal. Az összevonásnak, a felező-jeleknek (5 - 50 - stb.) nincs nyoma. - A mezopotámiai (sumer-babiloni-asszír) ékírás számainál sem alkalmazták az 5-ös összevonást: a 9-es számot 9 darab 1-es jellel írták. A tízesek jeléből viszont legfeljebb 5 szerepelhetett az agyagtáblán, mert a következő nagyságrend nem a 100-as, hanem a 60-as volt a babiloni számolási rendszerben. A 100-nak külön (összetett) jele volt. - A föníciai számírásban a decimális csomószámok mellett a 20-as jele tűnik fel. - A rovásírást használó, ázsiai kultúrák a számírási rendszert a kínaiaktól vették át. A "pálcika" számok alakját is lényegében változtatás nélkül alkalmazták, csak az íróeszközök által igényelt módosítás vehető észre. - Az amerikai nagykultúrák közül az aztékban tiszta hieroglif-rendszer nyomait találjuk (fal-véseteken), amellyel 100 alatti mennyiségeket jelöltek. A 100 többszöröseinek reprezentálására használt jelek arra utalnak, hogy korábban a könnyen hozzáférhető természeti tárgyak - speciálisan madártollak - segítették a számok dokumentálását. |

### Helyi értékes számírás
A helyi értékes kód abban különbözik az előző kettőtől, hogy minden helyi értéken ugyanazokat a jeleket használjuk. Ezek a számjegyek a számrendszer alapszámánál kisebb egészeket és a nulla számot jelölik.
A számlálásnál, számnevek képzésénél használt egységek (pl.: egy-tíz-száz-ezer-...) darabszámát egy-egy jellel - számjegy - jelölve és ezeket az egységek csökkenő (vagy növekvő) sorrendjében egymás mellé írva kapjuk az adott számot reprezentáló írásképet. A többjegyű helyi értékes szám(kód) megfejtése multiplikatív-additív művelettel történik: az egyes számjegyek alaki és helyi értékének szorzatait (multiplikáció) rendre összegezzük (addíció):
Példa: 3054 -> 3×1000 + 0×100 + 5×10 + 4×1.
A ma használatos helyi értékes számírást hindu-arab számírásnak nevezik, mely arra utal, hogy az arab matematikai munkák nyomán vált Európában ismertté. Lehetséges, hogy a korai ismerkedés már a VI. században megtörtént (Boethius), de ekkor még nem terjedt el széles körben. Az első, aki az arab számokat bizonyíthatóan használta és tudatosan terjesztette Európában, az II. Szilveszter pápa volt, aki István királyunknak a koronát küldte. Az arabok ezt a rendszert a hinduktól tanulták el. A hinduk már korán a 10-es számrendszert használták, s számírásuk az írással együtt a Mezopotámiában használt hieroglifikus rendszerben fejlődött, valószínűleg onnan vették át az arabok. Amit az V. században felfedeztek, az a helypótló zérus használata volt, s ez tette lehetővé, hogy papíron vagy tetszőleges felületen a szám félreérthetetlen kódja megjelenhessen. A helypótló zérust, mely a helyi értékes számírásnak elengedhetetlen feltétele, azonban nemcsak Indiában, hanem Amerikában is "felfedezték". A maják, noha a számokat a hieroglifikus írásrendszer szerint jelölték, következetesen használták a helyi értékes írásmódot és a nulla számot jelölő zérust. A helyi érték használatának legrégibb nyoma a számok írásának babiloni rendszerében található meg.